# Contre-la-montre masculin des moins de 23 ans aux championnats du monde de cyclisme sur route 2012
Navigation
2011 2013
Le contre-la-montre masculin des moins de 23 ans aux championnats du monde de cyclisme sur route 2012 a eu lieu le 17 septembre 2012 dans la  province de Limbourg aux Pays-Bas.
Le titre revient au Russe Anton Vorobyev. C'est le troisième coureur russe à remporter le titre du contre-la-montre dans la catégorie moins de 23 ans, après Evgueni Petrov (2000) et Mikhail Ignatiev (2005).

## Participation
L'épreuve est réservée aux coureurs nés entre en 1990 et 1993. Les coureurs de moins de 23 ans appartenant à une UCI ProTeam ne peuvent toutefois pas participer à cette épreuve : ils sont considérés comme « élite » et doivent participer aux compétitions de cette catégorie.
Comme c'est le cas pour les autres épreuves contre la montre, chaque fédération nationale peut engager deux coureurs partants. Le champion du monde et les champions continentaux sortants du contre-la-montre peuvent être engagés en supplément de ce quota. En application de cette règle, trois coureurs danois participent à ce contre-la-montre, dont le champion d'Europe des moins de 23 ans, Rasmus Christian Quaade. Le champion du monde sortant Luke Durbridge appartenant à l'UCI ProTeam Orica-GreenEDGE, il ne peut pas participer aux courses des moins de 23 ans.

## Prix
5 367 euros sont distribués à l'occasion de cette épreuve : 3 067 euros au premier, 1 533 au deuxième et 767 au troisième.

## Parcours
Le parcours est long de 36 kilomètres. Le départ est situé à Landgraaf et l'arrivée à Fauquemont. Les six derniers kilomètres comprennent deux côtes : le Sibbergrubbe (nl) (2 100 mètres à 4,1 %) et le Cauberg (1 200 mètres à 4,1 %).

## Classement
|                                    | Coureur                 | Pays                   |    | Temps          |
| ---------------------------------- | ----------------------- | ---------------------- | -- | -------------- |
| Médaille d'or, Coupe du Monde      | Anton Vorobyev          | Russie                 | en | 44 min 09 s 94 |
| Médaille d'argent, Coupe du Monde  | Rohan Dennis            | Australie              | +  | 44 s 39        |
| Médaille de bronze, Coupe du Monde | Damien Howson           | Australie              |    | 51 s 12        |
| 4                                  | Lasse Norman Hansen     | Danemark               |    | 53 s 28        |
| 5                                  | Rasmus Christian Quaade | Danemark               |    | 1 min 02 s 56  |
| 6                                  | Marlen Zmorka           | Ukraine                |    | 1 min 09 s 42  |
| 7                                  | Rasmus Sterobo          | Danemark               |    | 1 min 25 s 24  |
| 8                                  | Jasha Sütterlin         | Allemagne              |    | 1 min 28 s 70  |
| 9                                  | Sergey Chernetskiy      | Russie                 |    | 1 min 37 s 95  |
| 10                                 | Tom Dumoulin            | Pays-Bas               |    | 1 min 40 s 78  |
| 11                                 | Johan Le Bon            | France                 |    | 1 min 50 s 26  |
| 12                                 | Bob Jungels             | Luxembourg             |    | 1 min 52 s 92  |
| 13                                 | Hugo Houle              | Canada                 |    | 1 min 59 s 72  |
| 14                                 | Yoann Paillot           | France                 |    | 2 min 12 s 09  |
| 15                                 | Gabriel Chavanne        | Suisse                 |    | 2 min 17 s 05  |
| 16                                 | Yves Lampaert           | Belgique               |    | 2 min 19 s 25  |
| 17                                 | Oleksandr Golovash      | Ukraine                |    | 2 min 26 s 80  |
| 18                                 | Alexey Lutsenko         | Kazakhstan             |    | 2 min 31 s 61  |
| 19                                 | Eduardo Sepúlveda       | Argentine              |    | 2 min 40 s 89  |
| 20                                 | Nathan Brown            | États-Unis             |    | 2 min 41 s 60  |
| 21                                 | Jasper Hamelink         | Pays-Bas               |    | 2 min 41 s 94  |
| 22                                 | Daniil Fominykh         | Kazakhstan             |    | 2 min 45 s 30  |
| 23                                 | Patrick Konrad          | Autriche               |    | 2 min 46 s 09  |
| 24                                 | Jakob Steigmiller       | Allemagne              |    | 2 min 48 s 80  |
| 25                                 | Tsgabu Grmay            | Éthiopie               |    | 2 min 49 s 91  |
| 26                                 | Kevin De Jonghe         | Belgique               |    | 3 min 00 s 44  |
| 27                                 | Lawrence Warbasse       | États-Unis             |    | 3 min 08 s 34  |
| 28                                 | Silvan Dillier          | Suisse                 |    | 3 min 09 s 28  |
| 29                                 | Joseph Perret           | Royaume-Uni            |    | 3 min 09 s 30  |
| 30                                 | Sean Downey             | Irlande                |    | 3 min 10 s 86  |
| 31                                 | Daniel Turek            | Tchéquie               |    | 3 min 16 s 71  |
| 32                                 | Tobias Ludvigsson       | Suède                  |    | 3 min 26 s 91  |
| 33                                 | Andreas Hofer           | Autriche               |    | 3 min 28 s 71  |
| 34                                 | Omar Fraile             | Espagne                |    | 3 min 29 s 74  |
| 35                                 | Hernando Bohórquez      | Colombie               |    | 3 min 35 s 15  |
| 36                                 | Louis Meintjes          | Afrique du Sud         |    | 3 min 42 s 48  |
| 37                                 | James Oram              | Nouvelle-Zélande       |    | 3 min 43 s 95  |
| 38                                 | Davide Martinelli       | Italie                 |    | 3 min 50 s 26  |
| 39                                 | Samuel Harrison         | Royaume-Uni            |    | 4 min 07 s 29  |
| 40                                 | Klemen Štimulak         | Slovénie               |    | 4 min 12 s 79  |
| 41                                 | David Boily             | Canada                 |    | 4 min 16 s 33  |
| 42                                 | Andrei Holubeu          | Biélorussie            |    | 4 min 23 s 48  |
| 43                                 | Marcos Jurado           | Espagne                |    | 4 min 25 s 85  |
| 44                                 | Mark Dzamastagic        | Slovénie               |    | 4 min 29 s 31  |
| 45                                 | Jason Christie          | Nouvelle-Zélande       |    | 4 min 36 s 73  |
| 46                                 | Soufiane Haddi          | Maroc                  |    | 4 min 41 s 75  |
| 47                                 | Alex Kirsch             | Luxembourg             |    | 4 min 42 s 42  |
| 48                                 | Connor Dunne            | Irlande                |    | 4 min 46 s 77  |
| 49                                 | Mattia Cattaneo         | Italie                 |    | 4 min 51 s 15  |
| 50                                 | Till Drobisch           | Namibie                |    | 5 min 15 s 64  |
| 51                                 | Issiaka Cissé           | Côte d'Ivoire          |    | 5 min 25 s 00  |
| 52                                 | Tural Isgandarov        | Azerbaïdjan            |    | 5 min 44 s 66  |
| 53                                 | Nikita Zharoven         | Biélorussie            |    | 5 min 55 s 50  |
| 54                                 | Paulius Šiškevičius     | Lituanie               |    | 5 min 57 s 04  |
| 55                                 | Sarawut Sirironnachai   | Thaïlande              |    | 6 min 25 s 01  |
| 56                                 | Quinten Winkel          | Antilles néerlandaises |    | 6 min 39 s 49  |
| 57                                 | Reda Aadel              | Maroc                  |    | 6 min 53 s 02  |
| 58                                 | Carlos Quishpe          | Équateur               |    | 6 min 53 s 67  |
| 59                                 | Piter Campero           | Bolivie                |    | 7 min 01 s 77  |
| 60                                 | Manuel Andrés Sánchez   | République dominicaine |    | 7 min 04 s 53  |
| 61                                 | Hillard Cijntje         | Antilles néerlandaises |    | 7 min 08 s 26  |
| 62                                 | Johann Schwabik         | Slovaquie              |    | 7 min 12 s 94  |
| 63                                 | Hiroshi Tsubaki         | Japon                  |    | 7 min 16 s 61  |
| 64                                 | Maxim Rusnac            | Moldavie               |    | 7 min 29 s 65  |
| 65                                 | Marcelo Paspuezan       | Équateur               |    | 7 min 50 s 10  |
| 66                                 | Ulises Castillo         | Mexique                |    | 8 min 31 s 69  |
| 67                                 | Stefan Petrovski        | Macédoine du Nord      |    | 9 min 08 s 71  |
| –                                  | Ramón Carretero         | Panama                 |    | Abandon        |